# جبر رایانه‌ای

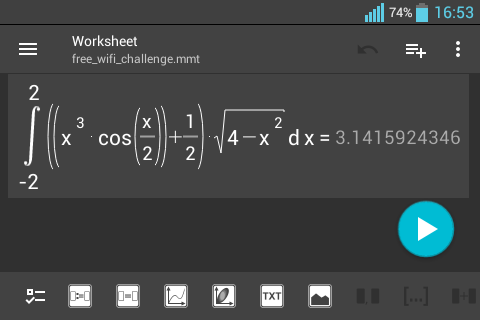
نمونه ای از جبر رایانه ای

جبر رایانه‌ای (به انگلیسی: Computer Algebra) یا محاسبات نمادین (به انگلیسی: Symbolic Computations) به بکارگیری رایانه برای محاسبه عبارات و روابط ریاضی در شکل نمادین آن‌ها اشاره دارد. نوع دیگر به‌کارگیری رایانه برای محاسبه معادلات ریاضی محاسبات عددی است که استفاده از تقریب برای مقادیر عددی که با آن نمادها نشان داده شده‌اند، می‌باشد. برخی از دانشمندان این رشته عبارت Computer Algebra یا Algebraic Computation را به جای محاسبات نمادین به کار می‌برند.
مثلاً برای محاسبه انتگرال معین توسط جبر رایانه‌ای، مجموعه‌ای از دستورهای رشته‌ای برای تعیین انتگرال نامعین صورت می‌گیرند و در حاصل، مقادیر عددی جایگزین می‌شوند.
از جمله نرم‌افزارهای متداول در محاسبات نمادین Maple, Mathematica, Sage و sympy در پایتون می‌باشد.

### مثال
انتگرال‌گیری توسط sympy
```
>>> 
from
 
sympy
 
import
 
init_printing
,
 
integrate
,
 
Symbol
,
 
exp
,
 
cos
,
 
erf

>>> 
init_printing
()

>>> 
x
 
=
 
Symbol
(
"x"
)

>>> 
# Polynomial Function

>>> 
f
 
=
 
x
**
2
 
+
 
x
 
+
 
1

>>> 
f

 2        

x  + x + 1

>>> 
integrate
(
f
,
 
x
)

 3    2    

x    x     

── + ── + x

3    2     

>>> 
# Rational Function

>>> 
f
 
=
 
x
 
/
 
(
x
**
2
 
+
 
2
 
*
 
x
 
+
 
1
)

>>> 
f

     x      

────────────

 2          

x  + 2⋅x + 1

>>> 
integrate
(
f
,
 
x
)

               1  

log(x + 1) + ─────

             x + 1

>>> 
# Exponential-polynomial functions

>>> 
f
 
=
 
x
**
2
 
*
 
exp
(
x
)
 
*
 
cos
(
x
)

>>> 
f

 2  x       

x ⋅ℯ ⋅cos(x)

>>> 
integrate
(
f
,
 
x
)

 2  x           2  x                         x           x       

x ⋅ℯ ⋅sin(x)   x ⋅ℯ ⋅cos(x)      x          ℯ ⋅sin(x)   ℯ ⋅cos(x)

──────────── + ──────────── - x⋅ℯ ⋅sin(x) + ───────── - ─────────

     2              2                           2           2    

>>> 
# A non-elementary integral

>>> 
f
 
=
 
exp
(
-
(
x
**
2
))
 
*
 
erf
(
x
)

>>> 
f

   2       

 -x        

ℯ   ⋅erf(x)

>>> 
integrate
(
f
,
 
x
)

  ___    2   

╲╱ π ⋅erf (x)

─────────────

      4

```